# تمار
شهر تمار (به آلمانی: Themar) در ایالت تورینگن در کشور آلمان واقع شده‌است.